# مقهى عزاوي
مقهى عزاوي وهو من مقاهي بغداد القديمة والمشهورة ويقع في جانب الرصافة بسوق محلة الميدان، وسوق الميدان يسمى بسوق الأحمدية لكونه يقع مقابل المسجد الأحمدي وهو مقهى شتوي وصيفي يعرض فيه ألاعيب خيال الظل (قرة قوز) في ليالي رمضان ويتحول إلى (تياترو) أي (مسرح شعبي) بتعبير أهل بغداد. وفي سائر الليالي الأخرى يصدح فيه المقام العراقي وأشهر مطربيه نجم الدين وأحمد زيدان. لصاحبه حميد القيسي، ولكن أشتهر باسم عامله عزاوي القادم من واسط، ولكن عباس بغدادي يقول: عزاوي، وهو صاحب مقهى عزاوي المشهور. ويقع في سوق الهرج، قرب جامع الأحمدية، وتحديداً إلى جوار حمام الباشا في منطقة الميدان. وكان يقام فيه حفل خيال الظل، والقرة قوز، والقصخون، في ليالي رمضان، وقد مثل فيه الكوميدي الفطري جعفر اغا لقلق زاده، وغنت فيه عفيفة إسكندر، وغنى فيه أيضًَا أشهر مطربي ذلك الوقت نجم الشيخلي وأحمد زيدان. ويعود تأسيس هذا المقهى إلى القرن التاسع عشر على وجه التقريب. وكان يدير المقهى عامل شاب يدعى سلمان عزاوي الذي كان محبوباً أريحياً صاحب معشر بشوش الوجه سمح وكريم وخدوم جداً للزبائن إلى جانب وسامتهِ المميزة وخفة روحه، أمتلك قلوب رواد المقهى بكاريزمية سحرية شديدة، فكان له الأثر في ترويج سمعة المقهى بين محبي المقاهي، وهذا أدى إلى زيادة عدد رواد المقهى الأمر الذي جعلهم يسمون المقهى في أنحاء بغداد بأسم عزاوي، فأصبح المقهى مكانأً مريحاً لطالبي الحديث، والأستمتاع بشرب الشاي المهيّل والمخدر بالقوري الفخاري والمحفوظ بالسماور النحاسي اللمّاع وكذلك الحامض والدارسين، وكما ورد في مصادر متنوعة كان مقهى عزاوي الشهير أحد المقاهي التي تحيي ليالي رمضان حتى السحور بإقامة الألعاب الشعبية التي تقوم على الفراسة والتأمل كالمحيبس والصينية والنقلة، والقصة خون في سرد قصة عنتر وعبلة والزير سالم وأبو زيد الهلالي، وسماع المقام العراقي بصوت أشهر القراء آنذاك مثل «نجم الشيخلي وأحمد زيدان» وكما يقول الباحث التأريخي لمحلات بغداد وصاحب مقهى الشابندر الحاج محمد كاظم الخشالي: كانت تقام فيه ألعاب الظل من وراء ستار شفاف يؤديها الفنانان (عيواظ وكركوزا)بأخراج رشيد أفندي، وكانت تلك المشاهد تحتوي على إنتقادات ساخرة للأوضاع السائدة آنذاك التي تزعج الدولة.
وقد كتب أحد الشعراء كلمات الأغنية المشهورة «يا كهوتك عزاوي» أثر الاختلاف الذي حصل بين الشاب عزاوي وصاحب المقهى مما أدى إلى زعل عزاوي وترك المقهى ليرجع إلى محافظته إضافة إلى ظهور زعل آخر بين صاحب المقهى وابنه المدلل الماسك والمساعد للمقهى المذكور، مما أدى إلى انقطاع الكثير من رواد المقهى وتناقص زبائنه شيئاً فشيئاً، لكون المقهى أصبح بدون عزاوي كراسي مقلوبة، الغبار يخيم على كل شيء، الزقاق فارغ، وتبدو كمدينة أشباح وهكذا أسدل الستار على هذا الرمز التراثي والفلوكلوري مما أدى ألى صاحب المقهى أن يعرضه للبيع كما أقترنت شهرة المقهى بالأغنية البغدادية لأستاذ المقام العراقي يوسف عمر والتي يقول فيها:
ياكهوتك عزاوي... بيها المدلل زعلان